# Pristimantis vanadise
Espèce
Synonymes
- Eleutherodactylus vanadise La Marca, 1984
- Eleutherodactylus cerasoventris Rivero, 1984 "1982"

Statut de conservation UICN

 NT  : Quasi menacé
Pristimantis vanadise est une espèce d'amphibiens de la famille des Craugastoridae.

## Répartition
Cette espèce est endémique de l'État de Mérida au Venezuela. Elle se rencontre entre 1 800 et 2 600 m d'altitude dans la cordillère de Mérida.

## Étymologie
Cette espèce est nommée en référence à Vanadís, dieu de la beauté.

## Publication originale
- La Marca, 1984 : Eleutherodactylus vanadise sp. nov. (Anura, Leptodactylidae): first cloud forest Eleutherodactylus from the Venezuelan Andes. Herpetologica, vol. 40, no 1, p. 31-37.